# Пашеку, Педру (футболист, 1997)
Педру Жорже Пашеку Сеабра (порт. Pedro Jorge Pacheco Seabra; род. 27 января 1997 года) — португальский футболист, центральный защитник клуба португальской Примейра-лиги «Санта-Клара».

## Клубная карьера
Педру Пашеку родился в Португалии, а когда ему было 12 лет, его семья переехала Швейцарию. Там его отец нашёл себе работу на стройке. Пашеку начинал заниматься футболом в клубе «Блэк Старз», затем недолгое время провёл в молодёжной академии «Базеля» для игроков до 15 лет. Ещё один год он отыграл в академии базельской «Конкордии», после чего вернулся в «Базель». В 2015 году он дебютировал за команду «Базеля» до 21 года, а затем был зачислен и в основную команду клуба. 25 апреля 2017 года Пашеку подписал свой первый профессиональный контракт, который был рассчитан на 3 года. 26 февраля 2018 года он был отдан в аренду клубу «Рапперсвиль-Йона», выступавшему тогда в швейцарской Челлендж-лиге, сроком на полсезона. Следующий сезон он провёл на правах аренды за швейцарский «Янг Феллоуз Ювентус». В 2019 году он вернулся на родину, став игроком клуба «Амаранти» из Третьей лиги. Отыграв там два сезона, 29 июня 2021 года Пашеку перешёл в клуб «Мафра», выступавший тогда во Второй лиге Португалии. В этой команде он также провёл два сезона.
25 июня 2023 года Пашеку подписал контракт с клубом Второй лиги «Санта-Клара», с которым выиграл Вторую лигу 2023/2024 и вышел в Примейра-лигу.

## Карьера в сборной
Пашеку родился в Португалии, вырос в Швейцарии и имеет гражданства обоих этих государств. Он выступал за сборную Португалии до 19 лет на чемпионате Европы УЕФА среди юношей до 19 лет в 2016 году. В 2016 году Пашеку получил вызов в сборную Португалии до 20 лет.

## Достижения
Санта-Клара
- Победитель Второй лиги: 2023/2024[англ.]